# Alon Turgeman
Alon Turgeman (hebr: אלון תורג'מן; ur. 9 czerwca 1991 w Haderze) – izraelski piłkarz grający na pozycji napastnika w izraelskim klubie Hapoel Beer Szewa. Były młodzieżowy, a obecny seniorski reprezentant Izraela.

## Kariera klubowa

### Młodość i Hapoel Petach Tikwa
Turgeman rozpoczął karierę w Beitar Nes Tubruk. W 2010, w wieku 18 lat, podpisał swój pierwszy seniorski kontrakt z grającym w Ligat ha’Al Hapoelem Petach Tikwa. W klubie z miasta Petach Tikwa zadebiutował 21 sierpnia 2010, zmieniając w 60. minucie Ohada Kadusiego, w wyjazdowym, przegranym 3:1 meczu 1. kolejki z Hapoelem Aszkelon. Debiutancką seniorską bramkę zdobył 20 listopada 2010, w wyjazdowym, wygranym 1:2 meczu 11. kolejki z FC Aszdod. W swoim pierwszym sezonie w rozgrywkach seniorskich zaliczył 30 meczów, w których zanotował 8 bramek, dzięki czemu pomógł drużynie utrzymać się w lidze.

### Okres w Maccabi Hajfa
7 sierpnia 2011 podpisał kontrakt z Maccabi Hajfa. Do klubu polecił go Szelomo Szarf. Dla nowego klubu zadebiutował 27 sierpnia 2011, zmieniając w 76. minucie Wiyama Amashego, w domowym, zremisowanym meczu 2. kolejki ze swoim byłym klubem. Pierwszego gola dla nowego zespołu strzelił 24 grudnia 2011, w wyjazdowym, przegranym 3:1 meczu 17. kolejki, również ze swoim byłym klubem. Pierwszą połowę sezonu zaczynał jako zmiennik, jednak w drugiej połowie sezonu po kontuzji Wiyama Amashe oraz odejściu Wladimera Dwaliszwiliego był pierwszym wyborem trenera na pozycji napastnika.
W swoim pierwszym sezonie dla Zielonych Turgeman strzelił 7 goli oraz asystował przy kolejnych 3 oraz doszedł do finału Pucharu Izraela. W swoim drugim sezonie zdołał zdobyć mistrzostwo kraju. Po ponad 100 meczach dla Maccabi Hajfa w Ligat ha’Al, w których strzelił 30 bramek, z początkiem stycznia 2016 został wypożyczony do Hapoelu Tel Awiw. Od razu po wypożyczeniu, bo 9 stycznia 2016 zadebiutował w wyjazdowym, wygranym 1:3, meczu derbowym z Bene Jehudą. Pierwszą, a zarazem jedyną, bramkę dla tego klubu zdobył 13 lutego 2016, w domowym, wygranym 2:1 spotkaniu 23. kolejki z Hapoelem Ra’ananna. Sezon 2015/2016 zakończył z 21 spotkaniami na koncie i jedynie jednym zdobytym golem.

### Wypożyczenie do Bene Jehudy
Latem 2016 został wypożyczony do Bene Jehudy. Zadebiutował 20 sierpnia 2016, wychodząc w pierwszym składzie, podczas domowego, zremisowanego 1:1 meczu 1. kolejki z Ihud Bene Sachnin, zdobywając w tym meczu również bramkę. Dla Lwów zagrał w 31 meczach ligowych, w których zdobył 4 gole. Z tym klubem zdołał również zdobyć Puchar Izraela.

### Wypożyczenie do Hapoelu Hajfa
W następnym sezonie został wypożyczony do Hapoelu Hajfa. Zadebiutował 19 sierpnia 2017, w domowym, wygranym 3:1 meczu 1. kolejki z Hapoelem Aszkelon i również jak sezon wcześniej, przywitał się z kibicami bramką. W klubie, który zakończył sezon na czwartym miejscu, strzelił 12 bramek w 34 meczach. Ponadto, podobnie jak w poprzednim sezonie, był w stanie zdobyć z zespołem Puchar Izraela.

### Austria Wiedeń
1 czerwca 2018 podpisał, obowiązujący do czerwca 2021, kontrakt z Austrią Wiedeń. Dla Fioletowych zadebiutował 27 lipca 2018, w domowym, wygranym 2:1 meczu 1. kolejki z Wacker Innsbruck, w którym również strzelił bramkę ustalającą wynik spotkania. Trzeci sezon z rzędu zdobył bramkę w swoim pierwszym meczu dla nowej drużyny.

### Wypożyczenie do Wisły Kraków
4 lutego 2020 Wisła Kraków ogłosiła, że Turgeman został przez nią wypożyczony na okres pół roku, do końca sezonu 2019/2020. Ponadto krakowski klub ma opcję pierwokupu i przedłużenia kontraktu o dwa lata. Dla Białej Gwiazdy napastnik zadebiutował już kilka dni później, bo 8 lutego 2020 w domowym, wygranym 3:0 meczu 21. kolejki Ekstraklasy z Jagiellonią Białystok. Ponadto w tym meczu strzelił pierwszą bramkę dla Wisły, mijając bramkarza Jagi Dejana Iliewa i strzelając z ostrego kąta do pustej bramki. Był to jego czwarty klub w którym zdobył bramkę w debiutanckim meczu.
Na jednym z treningów przed meczem z Koroną Kielce, doznał kontuzji - złamania kości sześciennej śródstopia - która wykluczyła go z gry na 7 meczów. W domowym, wygranym 3:2 meczu 29. kolejki z Rakowem Częstochowa, Turgeman przebywał na trybunach. Główny sędzia tego spotkania, Mariusz Złotek, wszedł na trybuny, by ukarać piłkarza za brak maseczki ze względu na pandemię COVID-19, jednak ten nie był uwzględniony w protokole meczowym, przez co nie otrzymał kartki.
Po kontuzji, został włączony do kadry meczowej na spotkanie 30. kolejki z Arką Gdynia. Na boisku pojawił się w 62. minucie, zmieniając Rafała Boguskiego.
Z końcem sezonu powrócił do macierzystego klubu, a Biała Gwiazda nie zdecydowała się na wykupienie zawodnika.

### Powrót do Austrii Wiedeń i Hapoelu Hajfa
Po powrocie z wypożyczenia do Wisły, Turgeman nadal leczył kontuzję. Do gry powrócił 22 listopada 2020, gdy pojawił się na boisku z początkiem drugiej połowy, zmieniając Benedikta Pichlera, w domowym, zremisowanym 1:1 meczu 8. kolejki, z SKN St. Pölten. Na boisku pojawił się jeszcze 3 dni później w wygranym 5:3 meczu 1/8 finału Pucharu Austrii z TSV Hartberg oraz w ligowym, przegranym 3:2, wyjazdowym meczu 11. kolejki, z Wolfsbergerem AC, gdzie zdobył bramkę.
14 stycznia 2021, media poinformowały o powrocie napastnika do Hapoelu Hajfa, który reprezentował w sezonie 2017/2018. Piłkarz związał się z Hapoelem kontraktem do 30 czerwca 2022.

## Kariera reprezentacyjna
Turgeman reprezentował swój kraj na poziomie młodzieżowym. Grał dla reprezentacji do lat 19, a z reprezentacją do lat 21, brał udział w Mistrzostwach Europy w piłce nożnej U-21 w 2013, gdzie strzelił jedną bramkę w zremisowanym 2:2 meczu z Norwegią.
24 marca 2018 zadebiutował w seniorskiej reprezentacji Izraela, prowadzonej tymczasowo przez Allona Chazzana. Na boisku pojawił się w 61. minucie meczu z Rumunią, zmieniając Tomera Chemeda.

## Statystyki kariery
(aktualne na dzień 20 marca 2021)
| Klub                   | Sezon              | Liga               | Liga  | Liga   | Puchar kraju | Puchar kraju | Puchar ligi | Puchar ligi | Kontynentalne | Kontynentalne | Suma  | Suma   |
| Klub                   | Sezon              | Liga               | Mecze | Bramki | Mecze        | Bramki       | Mecze       | Bramki      | Mecze         | Bramki        | Mecze | Bramki |
| ---------------------- | ------------------ | ------------------ | ----- | ------ | ------------ | ------------ | ----------- | ----------- | ------------- | ------------- | ----- | ------ |
| Hapoel Petach Tikwa    | 2010/11            | Ligat ha’Al        | 25    | 6      | 1            | 0            | 4           | 1           | –             | –             | 30    | 8      |
| Maccabi Hajfa          | 2011/12            | Ligat ha’Al        | 29    | 6      | 5            | 1            | 1           | 0           | 3             | 0             | 37    | 7      |
| Maccabi Hajfa          | 2012/13            | Ligat ha’Al        | 21    | 6      | 2            | 2            | 6           | 1           | 0             | 0             | 29    | 9      |
| Maccabi Hajfa          | 2013/14            | Ligat ha’Al        | 34    | 15     | 0            | 0            | 0           | 0           | 5             | 3             | 39    | 18     |
| Maccabi Hajfa          | 2014/15            | Ligat ha’Al        | 23    | 3      | 2            | 0            | 7           | 2           | 0             | 0             | 32    | 5      |
| Maccabi Hajfa          | 2015/16            | Ligat ha’Al        | 7     | 0      | 0            | 0            | 6           | 3           | 0             | 0             | 13    | 3      |
| Maccabi Hajfa          | Łącznie            | Łącznie            | 114   | 30     | 9            | 3            | 20          | 6           | 8             | 3             | 151   | 42     |
| Hapoel Tel Awiw (wyp.) | 2015/16            | Ligat ha’Al        | 14    | 1      | 0            | 0            | 0           | 0           | 0             | 0             | 14    | 1      |
| Bene Jehuda (wyp.)     | 2016/17            | Ligat ha’Al        | 31    | 4      | 5            | 2            | 5           | 2           | –             | –             | 41    | 8      |
| Hapoel Hajfa (wyp.)    | 2017/18            | Ligat ha’Al        | 34    | 12     | 6            | 5            | 0           | 0           | –             | –             | 40    | 17     |
| Austria Wiedeń         | 2018/19            | Bundesliga         | 18    | 6      | 1            | 1            | –           | –           | –             | –             | 19    | 7      |
| Austria Wiedeń         | 2019/20            | Bundesliga         | 8     | 3      | 1            | 0            | –           | –           | –             | –             | 9     | 3      |
| Austria Wiedeń         | Łącznie            | Łącznie            | 26    | 9      | 2            | 1            | –           | –           | –             | –             | 28    | 10     |
| Wisła Kraków (wyp.)    | 2019/20            | Ekstraklasa        | 9     | 6      | 0            | 0            | –           | –           | –             | –             | 9     | 6      |
| Austria Wiedeń         | 2020/21            | Bundesliga         | 2     | 1      | 1            | 0            | –           | –           | –             | –             | 3     | 1      |
| Hapoel Hajfa           | 2020/21            | Ligat ha’Al        | 6     | 0      | 2            | 1            | 0           | 0           | 0             | 0             | 8     | 1      |
| Ogólnie w karierze     | Ogólnie w karierze | Ogólnie w karierze | 261   | 69     | 26           | 12           | 29          | 9           | 8             | 3             | 324   | 93     |

## Sukcesy

### Klubowe
Maccabi Hajfa
- Wicemistrzostwo Izraela (1x): 2012/2013
- Finalista Pucharu Izraela (1x): 2011/2012

Bene Jehuda
- Zdobywca Pucharu Izraela (1x): 2016/2017[8]

Hapoel Hajfa
- Zdobywca Pucharu Izraela (1x): 2017/2018[10]